# Ergak-Targak-Tajga
L'Egrak-Targak-Tajga (in russo Ерга́к-Тарга́к-Тайга́?; in lingua chakassa: Ырғах-тарғах тасхыл) o Tazarama è una catena montuosa della Russia siberiana orientale. Si trova nel Territorio di Krasnojarsk e nella Repubblica di Tuva.

## Geografia
La catena montuosa è situata nella parte nord-orientale del sistema montuoso dei Saiani Occidentali all'incrocio con i Saiani Orientali, tra il corso superiore dei fiumi Us e Kazyr. Ha una lunghezza di oltre 200 km. Il rilievo delle montagne arriva fino ai 2 504 m di altezza. È composta principalmente da scisti e graniti metamorfici. È prevalente il rilievo di media montagna; sulle pendici (fino a un'altitudine di circa 1 800  m) c'è la taiga scura di conifere (cedro e pino siberiano), prati subalpini e, ad altezze superiori, tundra di alta montagna e ghiaioni.
Una gran parte della catena è inclusa nel parco naturale «Ergaki». Prima che Tuva diventasse parte della Russia, il confine di stato dell'URSS passava lungo la cresta dell'Egrak-Targak-Tajga.